# Bob Kaye
Bob Kaye (* 1944 oder 1945; † 23. September 2019) war ein US-amerikanischer Jazzmusiker (Piano, Arrangement).
Kaye begann seine Musikerkarriere in den Catskill Mountains, als er 16 Jahre alt war. Er besuchte dann die Manhattan School of Music (Abschluss 1967) und arbeitete fortan als Hotelmusiker und Begleiter von Vokalisten. In den 1970er-Jahren war er Pianist und ab 1978 auch Arrangeur für die Buddy-Rich-Band, u. a. zu hören auf The Man from Planet Jazz. Er trat auch mit den Vokalisten Anita O’Day, Chris Connor, Lainie Kazan und Julius LaRosa auf. Ferner spielte er mit Jazzmusikern wie Stan Getz, Dizzy Gillespie, Art Blakey, Hank Mobley, Mel Tormé, Lionel Hampton, Woody Shaw, Clark Terry, Milt Hinton, Frank Wess, Jymie Merritt, Phil Woods und Louis Bellson, als Orchesterleiter und Pianist auch mit Liza Minnelli, Rosemary Clooney, Cab Calloway, Claire Barry, Helen Schneider und mit dem Count Basie Orchestra. Aufnahmen entstanden mit dem Ray Alexander Sextet (1994), Chris Connor (Concert – Great American Music Hall, San Francisco, CA Oct 22, 1976) und mit Bob Stewart (One Life (1997), mit Jack Wilkins, Chip Jackson, Ronnie Zito), Cavril Payne (Cavril Sings). In den 1980er-Jahren trat Kaye auch mit eigenem Trio in New Yorker Clubs wie dem Angry Squire auf.